# اعتلال المعدة التفاعلي
اعتلال المعدة التفاعلي، اعتلال المعدة الكيميائية يسمى أيضا التهاب المعدة من «C نوع» أو التهاب المعدة الكيميائية هو شذوذ في المعدة الناجمة عن المواد الكيميائية، على سبيل المثال الصفراء، والكحول، ولها التهاب مميز الحد الأدنى.

## الأسباب
اعتلال المعدة التفاعلي له عدد كبير من الأسباب، بما في ذلك:
- معاقرة الكحول.
- الصفراء الجزر، كما يمكن أن ينظر إليه بعد بيلروث الثاني.
- دواء لاستيرويدي مضاد للالتهاب.

## تشخيص
التشخيص هو عن طريق فحص الأنسجة، على سبيل المثال خزعة المعدة.
وتتميز، علم الأنسجة:
1. فرط التنسج فوفولار مع تضخم الغدة والتمدد.
2. العضلات الملساء فرط التنسج في صفيحة مخصوصة.
3. التهاب ضئيل أو الحد الأدنى، أي عدم وجود أعداد كبيرة من الخلية المتعادلة وخلايا البلازما.

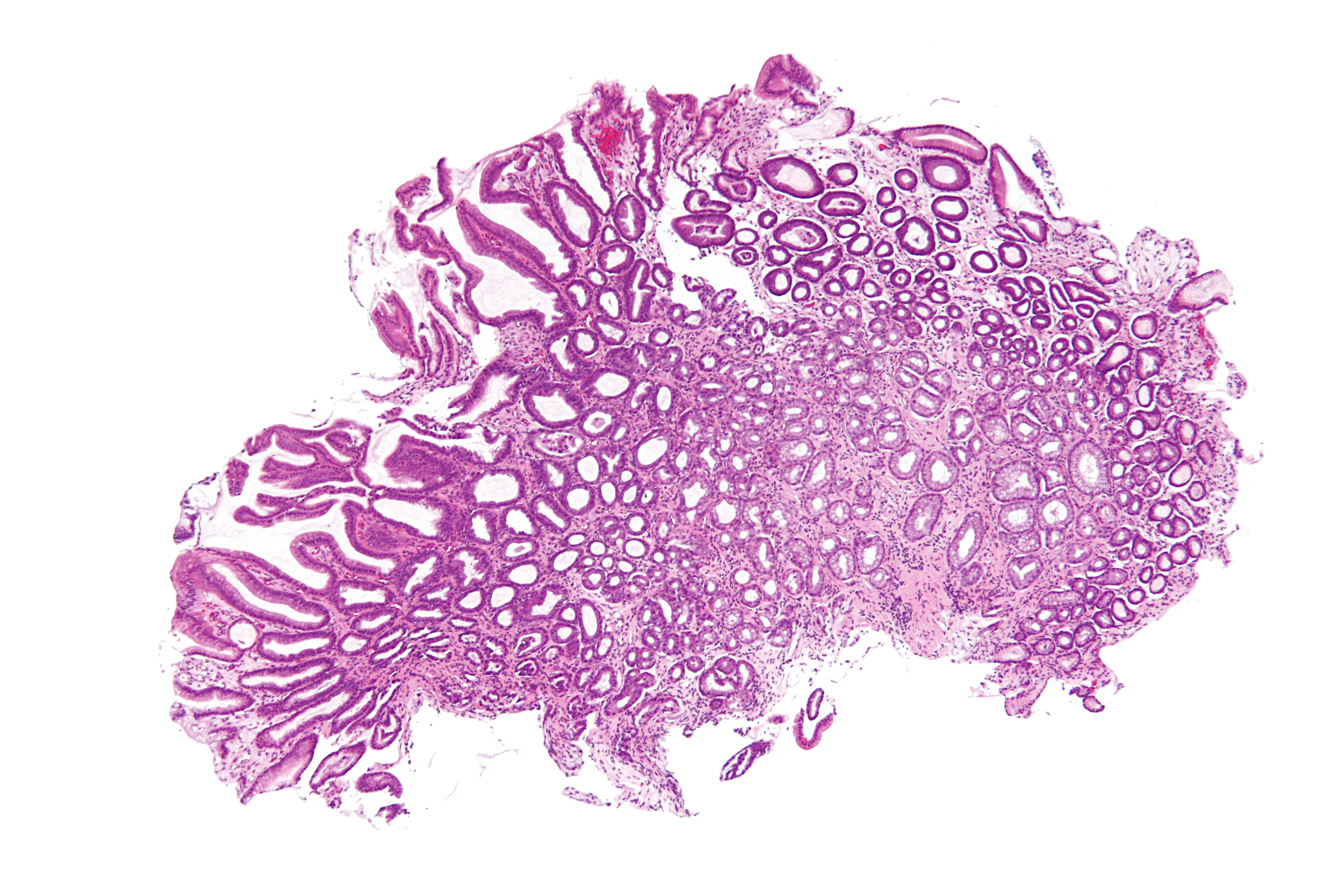
ماج منخفضة.
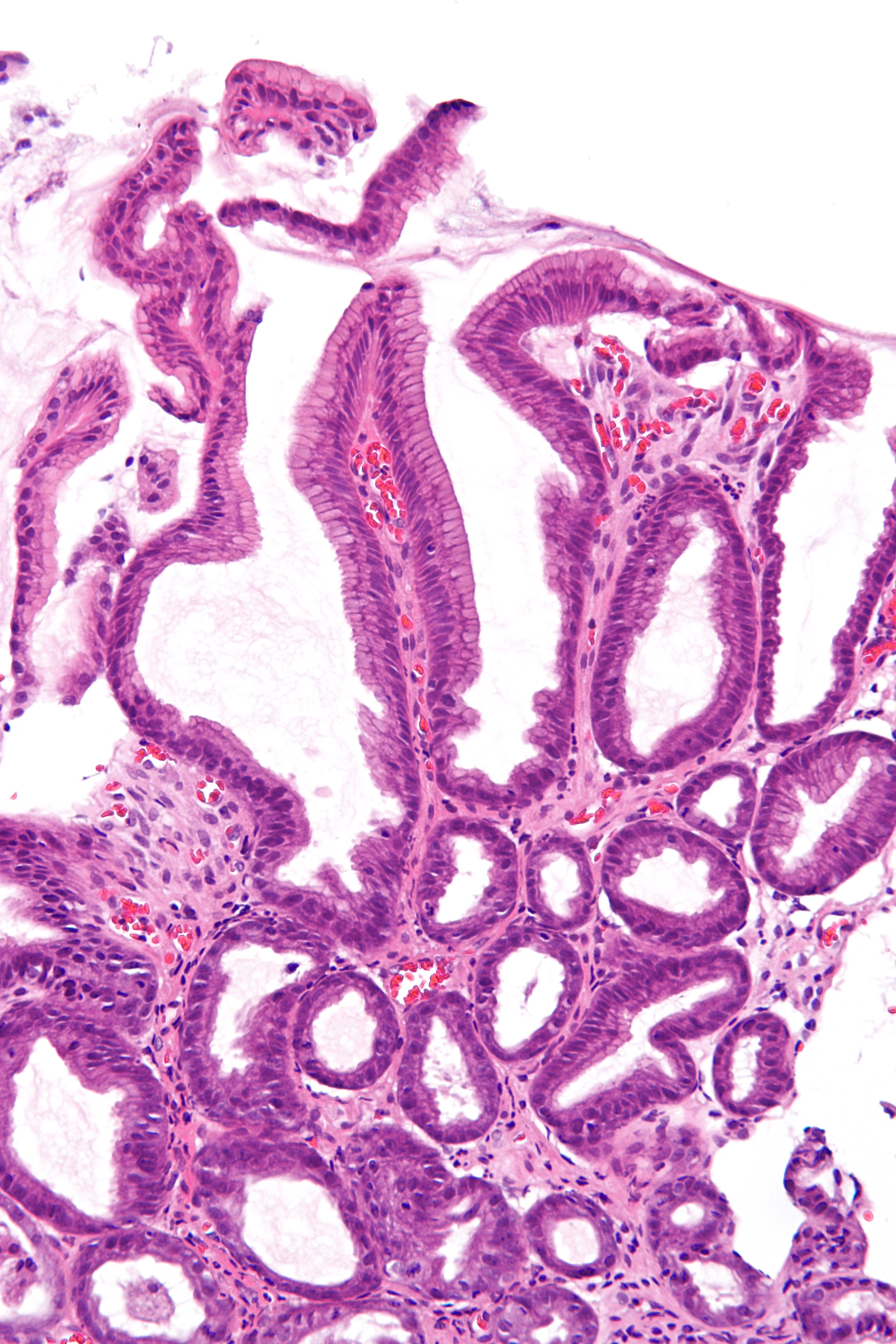
ماج عالية.

## العلاقة بالتهاب المعدة
اعتلال المعدة التفاعلي هو كيان متميز من الناحية الشكلية التي يمكن فصلها عن التهاب المعدة، الذي يحتوي بحكم التعريف على مكون التهابي كبير.
كما قد تحاكي التهاب المعدة رد الفعل (صحيح) التهاب المعدة أعراض بصريا في فحص بالمنظار، قد يكون يشار إليها بشكل غير صحيح على أنها التهاب المعدة. حتى على بينة من المسببات الكامنة في العملية المرضية، على سبيل المثال استخدام دواء لاستيرويدي مضاد للالتهاب، يتم تطبيق التسمية «التهاب المعدة الكيميائية» على اعتلال المعدة الكيميائية.

## روابط خارجية
- Reactive gastropathy - surgical pathology criteria (stanford.edu).